# James Oliver Van de Velde

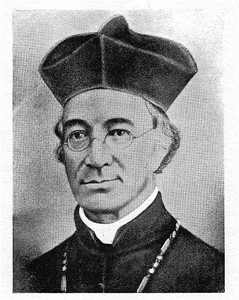
Bischof James Oliver Van de Velde

Bischofswappen (modernes Schema)

James Oliver Van de Velde SJ (* 3. April 1795 in Lebbeke, Österreichische Niederlande; † 13. November 1855 in Natchez, Mississippi, Vereinigte Staaten) war ein flämischstämmiger römisch-katholischer Geistlicher in den Vereinigten Staaten. Er war Bischof von Chicago (1849–1853) und Natchez (1853–1855).

## Leben
In Lebbekke, damals Teil der Österreichischen Niederlande, geboren, wurde Van de Velde im Alter von fünfzehn Jahren an ein Internat in Gent geschickt, wo er aufgrund seiner besonderen Begabung gefördert wurde und bereits mit achtzehn Jahren Flämisch und Französisch unterrichtete. Nach den Unruhen um die Schlacht bei Waterloo, plante Van de Velde, nach England oder Italien auszuwandern, wurde aber letztlich von einem Seminarleiter dazu überredet, in seinem Heimatland zu bleiben und parallel zu seiner Unterrichtstätigkeit ein theologisches Studium aufzunehmen.
1817 folgte er einem Ruf des Missionspriesters Charles Nerinckx in die Vereinigten Staaten. Durch die Schiffsreise über den Atlantik stark geschwächt, zog er sich nach seiner Ankunft zunächst in ein Seminar in Baltimore zurück. Auf Nerinckx’ Rat trat er in den Jesuitenorden und ein studierte u. a. an der Georgetown University in Washington D.C, wo er später als Bibliothekar tätig wurde.
Am 25. November 1827 empfing Van de Velde durch den Erzbischof von Baltimore, Ambrose Maréchal die Priesterweihe. Er wirkte zwei Jahre lang als Kaplan in Georgetown, ehe er ab 1829 als Missionar in verschiedenen Ortschaften in Montgomery County, Maryland engagiert war.
Ab 1831 war Van de Velde Professor für Rhetorik und Mathematik an der Saint Louis University, deren Präsident er 1840 wurde.
Am 3. Oktober 1848 wurde er als Nachfolger von William J. Quarter zum zweiten Bischof von Chicago ernannt. Die Bischofsweihe spendete ihm am 11. Februar 1849 der Erzbischof von Saint Louis, Peter Richard Kenrick, Mitkonsekratoren waren der Bischof von Dubuque, Mathias Loras und der Bischof von Nashville, Richard Pius Miles.
Gesundheitliche Gründe veranlassten ihn 1852 dazu, Papst Pius IX. um eine Versetzung in einen klimatisch milderen Bundesstaat zu bitten. Dieser Bitte wurde am 29. Juli 1853 mit der Ernennung zum Bischof von Natchez, Mississippi stattgegeben.
Van de Velde starb am 13. November 1855 im Alter von 60 Jahren.